# John Johanssons båtvarv
John Johanssons båtvarv var ett svenskt fritidsbåtsvarv i Hanken i Karlsborg.
John Johansson (född 1906) grundade ett båtvarv 1945 i Hanken i Karlsborg. Han samarbetade med båtkonstruktören Harry Becker, som tidigare drivit Rödesunds båtvarv i Karlsborg. Varvet hade som mest fem båtbyggare och byggde huvudsakligen små snabba racerbåtar.

## Byggda båtar i urval
- 1956 Anne, ritad av Harry Becker på 1950-talet, mahogny med v-botten, 6,15 meter x 2,30 meter